# Manavalakurichi
Manavalakurichi é uma panchayat (vila) no distrito de Kanniyakumari, no estado indiano de Tamil Nadu.

## Geografia
Manavalakurichi está localizada a 8° 08′ N, 77° 18′ L. Tem uma altitude média de 0 metros (0 pés).

## Demografia
Segundo o censo de 2001,  Manavalakurichi  tinha uma população de 10,404 habitantes. Os indivíduos do sexo masculino constituem 50% da população e os do sexo feminino 50%. Manavalakurichi tem uma taxa de literacia de 79%, superior à média nacional de 59.5%: a literacia no sexo masculino é de 81% e no sexo feminino é de 77%. Em Manavalakurichi, 11% da população está abaixo dos 6 anos de idade.